# Žeđ i glad
Žeđ i glad (fra. La Soif et la faim) je jedna od posljednjih drama Eugènea Ionescoa iz 1966. Drama ima jedan čin podijeljen na 4 prizora. U drami Ionesco predstavlja religiju kao izražaj konformizma i otuđenosti idealizma od stvorenoga.